# Bisboeckelera longifolia
Bisboeckelera longifolia är en halvgräsart som först beskrevs av Edward Rudge, och fick sitt nu gällande namn av Carl Ernst Otto Kuntze. Bisboeckelera longifolia ingår i släktet Bisboeckelera och familjen halvgräs. Inga underarter finns listade i Catalogue of Life.